# Endoxyla punctifimbria
Endoxyla punctifimbria is een vlinder uit de familie van de Houtboorders (Cossidae). Deze soort is voor het eerst wetenschappelijk beschreven als Zeuzera punctifimbria door Francis Walker in een publicatie uit 1865.
De soort komt voor in Australië.